# U-333
U-333 – niemiecki okręt podwodny typu VIIC z okresu II wojny światowej. Służbę w Kriegsmarine rozpoczął w sierpniu 1941 roku, dowodzony przez Kapitänleutnanta Petera-Ericha Cremera. Odbył 12 patroli bojowych, zatapiając siedem statków handlowych, w tym omyłkowo własny łamacz blokady ”Spreewald”. Został zatopiony w pierwszym rejsie z nowym dowódcą, Hansem Fiedlerem, 31 lipca 1944 roku.

## Historia
U-333 został zamówiony w stoczni Nordseewerke w Emden 23 września 1939 roku, stępkę położono 11 marca następnego roku, zaś ceremonia wodowania odbyła się 14 czerwca 1941 roku. Podniesienie bandery nastąpiło 25 sierpnia, po czym okręt wszedł w skład 5. Flotylli w Kilonii, celem przejścia treningu i zgrania załogi. W nawiązaniu do numeru okrętu, jego godłem stały się trzy srebrne rybki.
Pod koniec grudnia 1941 roku U-333 został przeniesiony do frontowej 3. Flotylli w La Pallice w okupowanej Francji. Na swój pierwszy patrol bojowy wyszedł 27 grudnia, kierując się ku wybrzeżom amerykańskim (operacja Paukenschlag). 22 i 24 stycznia 1942 roku zatopił dwa statki alianckie: grecki „Vassilios A. Polemis” i norweski „Ringstad”. W drodze powrotnej do Francji na jego kursie znalazł się duży frachtowiec, rozpoznany przez dowódcę jako brytyjski. Trafiony dwoma torpedami zatonął. W rzeczywistości był to niemiecki łamacz blokady „Spreewald”, przedzierający się do Rzeszy z Dalekiego Wschodu, z cennym ładunkiem materiałów strategicznych. Po powrocie do portu Cremer został postawiony przed sądem, który jednak go uniewinnił i przywrócił do służby.
Drugi patrol bojowy U-333 rozpoczął się 30 marca 1942 roku i przebiegał znów u wybrzeży Ameryki. 30 kwietnia, podczas próby ataku na brytyjski zbiornikowiec „British Prestige”, U-Boot został przez niedoszłą ofiarę staranowany i uszkodzony. Pomimo to 6 maja Cremser zatopił dwa statki: holenderski „Amazone” i „Halsey” pod banderą Stanów Zjednoczonych, oraz uszkodził amerykański tankowiec „Java Arrow”, zaś 10 maja zatopił jeszcze brytyjski „Clan Skene”. Podczas patrolu był kilkakrotnie atakowany przez alianckie okręty i samoloty, jednak dobrze prowadzony uniknął poważniejszych uszkodzeń. Po powrocie do Francji dowódca został odznaczony Krzyżem Rycerskim.
Podczas trzeciego patrolu, rozpoczętego 11 sierpnia 1942 roku, U-333 został uszkodzony podczas próby ataku na konwój SL-118 i powrócił do Francji już 24 sierpnia. Na czwarty patrol wyszedł w morze 1 września, kierując się w okolice Freetown na zachodnim wybrzeżu Afryki. 6 października płynący na powierzchni okręt został zaatakowany przez brytyjską korwetę „Crocus”, ostrzelany, dwukrotnie staranowany i obrzucony bombami głębinowymi. Zginęło trzech członków załogi, w tym pierwszy oficer, czwarty wypadł za burtę. Wśród rannych był również dowódca, zaś U-333 był poważnie uszkodzony. Po udzieleniu rannym doraźnej pomocy przez lekarza U-459, z którym spotkano się w morzu 9 października, U-Boot powrócił do Francji pod tymczasowym dowództwem Kapitänleutnanta Lorenza Kascha z U-107. W drodze, 21 października, był nieskutecznie atakowany przez brytyjski okręt podwodny „Graph”. Kolejne dwa patrole, do czasu zakończenia leczenia Cremera, U-333 odbył pod dowództwem Oberleutnanta Wernera Schwaffa. Na drugim z nich, 19 marca 1943 roku, zatopiono grecki frachtowiec „Carras” z konwoju SC-122, uszkodzony już wcześniej przez U-666.
Siódmy patrol, znów pod dowództwem Cremera, trwał 91 dni, od 2 czerwca do 31 sierpnia 1943 roku i był najdłuższym w wojennej karierze okrętu. Nie napotkano na nim ani jednego celu wartego zaatakowania. Podczas kolejnego U-333 podejmował próby ataku aż trzech konwojów, ale nie udało mu się trafić żadnego z celów. W zamian był kilkukrotnie kontratakowany, zaś fregata „Exe” staranowała go, uszkadzając peryskop. W tym czasie sytuacja w bitwie o Atlantyk zmieniła się już na korzyść aliantów i U-Booty miały coraz większy kłopot z odnoszeniem sukcesów. Podobnie było na dziesiątym patrolu (dziewiąty został przerwany po zaledwie kilku dniach w morzu), kiedy U-333 był przez dziesięć godzin ścigany przez okręty 2. Grupy Wsparcia komandora Walkera.
Jedenasty patrol, rozpoczęty 6 czerwca 1944 roku, był skierowany przeciwko alianckiej flocie inwazyjnej u brzegów Normandii. 10 i 11 czerwca U-333 został dwukrotnie zaatakowany i uszkodzony przez samoloty Short Sunderland, odpowiednio z 10 Dywizjonu RAAF i 220 Dywizjonu RAF, co zmusiło go do powrotu do bazy już 12 czerwca, bez żadnych sukcesów.
Przed dwunastym patrolem bojowym nastąpiła zmiana dowódcy: Cremera, który miał objąć dowództwo nowego U-2519, zastąpił Kapitänleutnant Hans Fiedler. Okręt wypłynął z Lorient 23 lipca 1944 roku, zaś 31 lipca został wykryty i zaatakowany na zachód od wysp Scilly bombami głębinowymi fregaty „Loch Killin” i slupa „Starling” z 2. Grupy Wsparcia. W wyniku ataku, przeprowadzonemu po raz pierwszy w historii przy użyciu miotacza pocisków głębinowych Squid z fregaty, U-333 zatonął wraz z całą załogą (45 lub 46 osób).